# Alfredo Vicenti

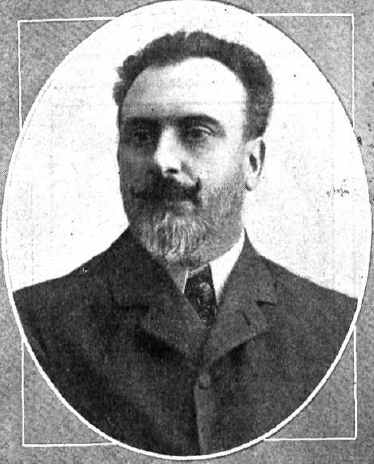
Retrato de Vicenti por Calvache publicado en 1912

Alfredo Vicenti Rey (Santiago de Compostela, 20 de noviembre de 1850-Madrid, 30 de septiembre de 1916) fue un periodista, escritor y político español, director del periódico El Liberal.

## Biografía
Estudió Medicina y Filosofía y Letras en la Universidad de Santiago de Compostela, carreras en las que nunca ejerció, pues se dedicó pronto al periodismo y a la política. En 1875 comenzó a redactar en Santiago el texto de A orillas del Ulla, que junto con otros escritos y poemas publicó en el periódico orensano El Heraldo Gallego dirigido por su amigo Valentín Lamas Carvajal. Ya era redactor jefe del Diario de Santiago cuando se produjo el levantamiento cantonal de Ferrol en 1872. En 1878 es ya director de este diario, cuya cabecera fue sustituida luego por la de Gaceta de Galicia. El cardenal Payá y Rico le excomulgó ese mismo año y en 1880 marchó a Madrid.
En Madrid sustituyó a Manuel Murguía en la dirección de La Ilustración Gallega y Asturiana de Alejandro Chao (1880-1882); también fue una pieza importante en la progresión de El Globo, el gran diario de Emilio Castelar (1880-1895). Aún lo dirigía, cuando logró convocar representantes de más de veinte periódicos y seis agencias de distintas tendencias políticas para crear la Asociación de la Prensa de Madrid (15 de febrero de 1895). Cedió a Miguel Moya la presidencia y, descontento con la deriva política de Castelar, abandonó El Globo y gracias a Moya se introdujo como redactor jefe de El Liberal (1896-1916). En 1910 participó en mítines agrarios en Galicia y llegó a ser candidato republicano-agrario a Cortes por Becerreá (Lugo). Desde 1907 dirigía El Liberal hasta que murió en 1916.

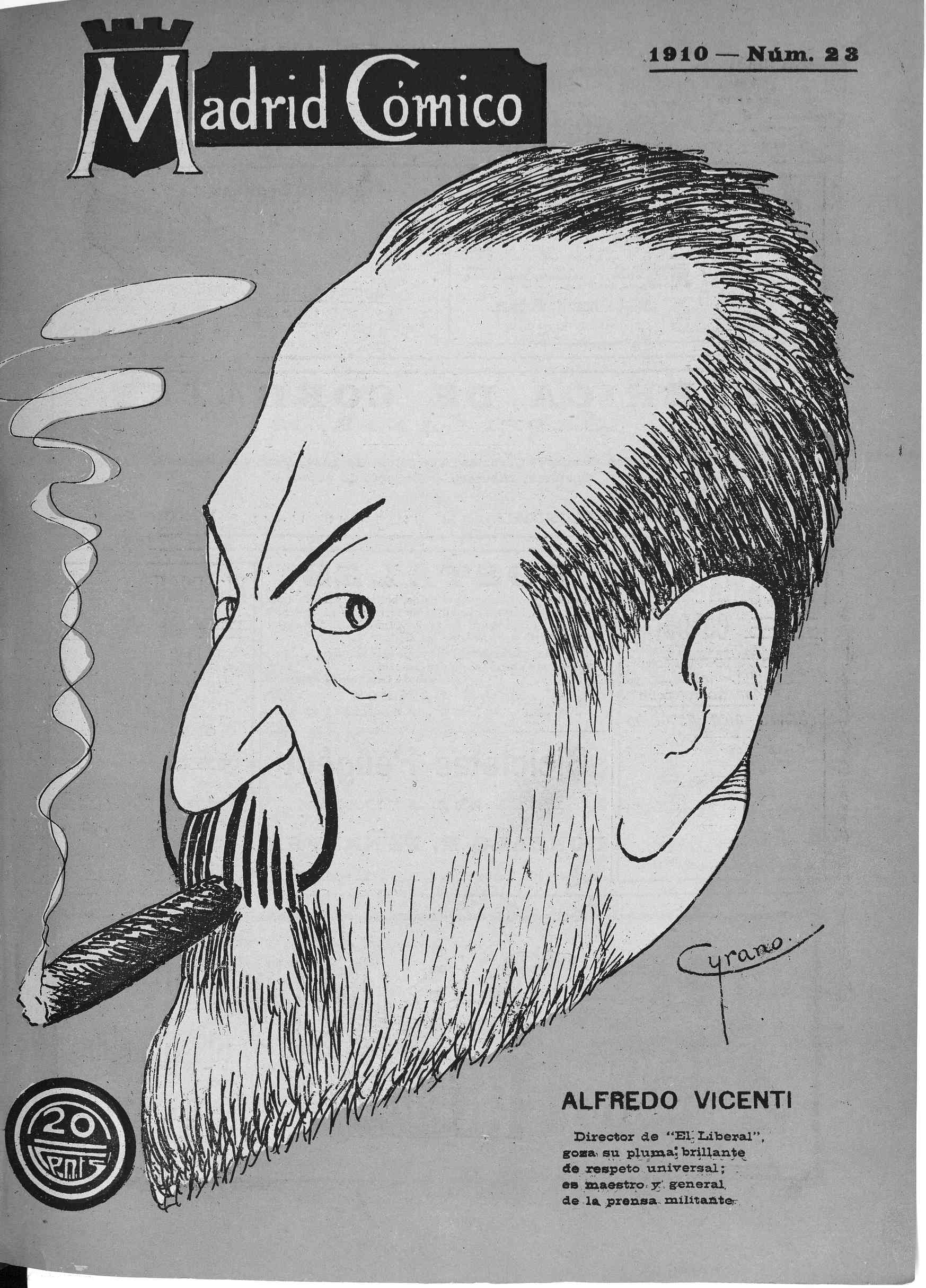
Caricaturizado en Madrid Cómico durante su etapa como director de El Liberal

Su ideario era el del partido demócrata y sostuvo una ideología republicana y federal, partidaria de la autonomía gallega, iberoamericanista, anglófila y lusitanista. Anticlerical, defendió la libertad de cultos. Fue amigo de Galdós, Valle Inclán, Castelao, Enrique Gómez Carrillo y de Mariano Miguel de Val, director de la revista Ateneo del Ateneo de Madrid, en la que colaboraba asiduamente.
Casado con Emília Díez de Tejada y Hurtado de Mendoza, fue padre de Eulalia Vicenti, periodista y feminista española, y tatarabuelo del barítono Jorge Chaminé. Una ceremonia presidida por Victoria Prego de la Asociación de la Prensa de Madrid tuvo lugar en octubre de 2016 para el centenario de la muerte de Vicenti.
Se le han dedicado calles en La Coruña y Santiago de Compostela.

## Obra
Perteneció a la llamada generación del 68 o generación de Fonseca junto con los hermanos Muruais y Rafael Villar.
Fue famoso por sus semblanzas y perfiles biográficos, artículos de fondo y editoriales. Como reportero cubrió capítulos como la enfermedad de Alfonso XII, la cuestión de las islas Carolinas, la presencia del protestantismo, la prerrevolución rusa de 1905 o el asesinato del obispo de Madrid. Dio conferencias en el Ateneo. Escribió un volumen titulado Recuerdos, (1868-1875): colección de poesías (Orense: Estab. Tipográfico de la Propaganda Gallega, 1876), que tuvo segunda edición en 1878 y está prologado por Manuel Murguía. También publicó Dioses menores: A orillas del Ulla (Perfiles gallegos) (1875-1881). Se imprimió su Discurso pronunciado por Alfredo Vicenti en el Congreso de los Diputados el día 2 de junio con motivo de la discusión de los presupuestos, (Madrid, 1887).
La Asociación de la Prensa de Madrid, el Consejo de la Cultura Gallega y la Diputación Provincial de Pontevedra han recuperado a través del historiador José Antonio Durán la figura de Vicenti y muchos de sus escritos.